# Emmanuel Ngudikama
Emmanuel Christian Ngudikama Kila est un joueur de football international congolais né le 7 septembre 1987 à Kinshasa.

## Biographie

### En club
Ngudikama commence sa carrière senior au FC Les Stars Kinshasa, avant de rejoindre l'AS Vita Club fin 2009.
Lors de sa première saison à l'AS Vita Club, Ngudikama remporte le championnat national. Il découvre également la Ligue des champions d'Afrique. En 2014, il atteint la finale de la Ligue des champions, en étant battu par le club algérien de l'ES Sétif. Par la suite, en 2018, il atteint la finale de la Coupe de la confédération, en étant battu par le club marocain du Raja de Casablanca. Il se met en évidence lors de la phase de groupe, en étant l'auteur d'un doublé face au club ivoirien de l'ASEC Mimosas.

### Équipe nationale
Ngudikama reçoit sa première sélection en équipe de RD Congo le 3 mars 2010, en amical contre le Nigeria (défaite 5-2).
En début d'année 2016, il participe à la phase finale du championnat d'Afrique des nations organisé au Rwanda. Lors de cette compétition, il joue trois matchs, notamment la demi-finale remportée aux tirs au but face à la Guinée. Il ne joue en revanche pas la finale gagnée par la RD Congo sur le Mali.
Au total, il reçoit cinq sélections avec la RD Congo.

## Palmarès
- Vainqueur du championnat d'Afrique des nations en 2016 avec l'équipe de RD Congo
- Finaliste de la Ligue des champions d'Afrique en 2014 avec l'AS Vita Club
- Finaliste de la Coupe de la confédération en 2018 avec l'AS Vita Club
- Champion de RD Congo en 2010, 2015 et 2018 avec l'AS Vita Club